# Izland miniszterelnökeinek listája
Izland miniszterelnökeinek listája (izlandiul: Forsætisráðherra Íslands)
Izlandon a miniszterelnököt az államfő nevezi ki.

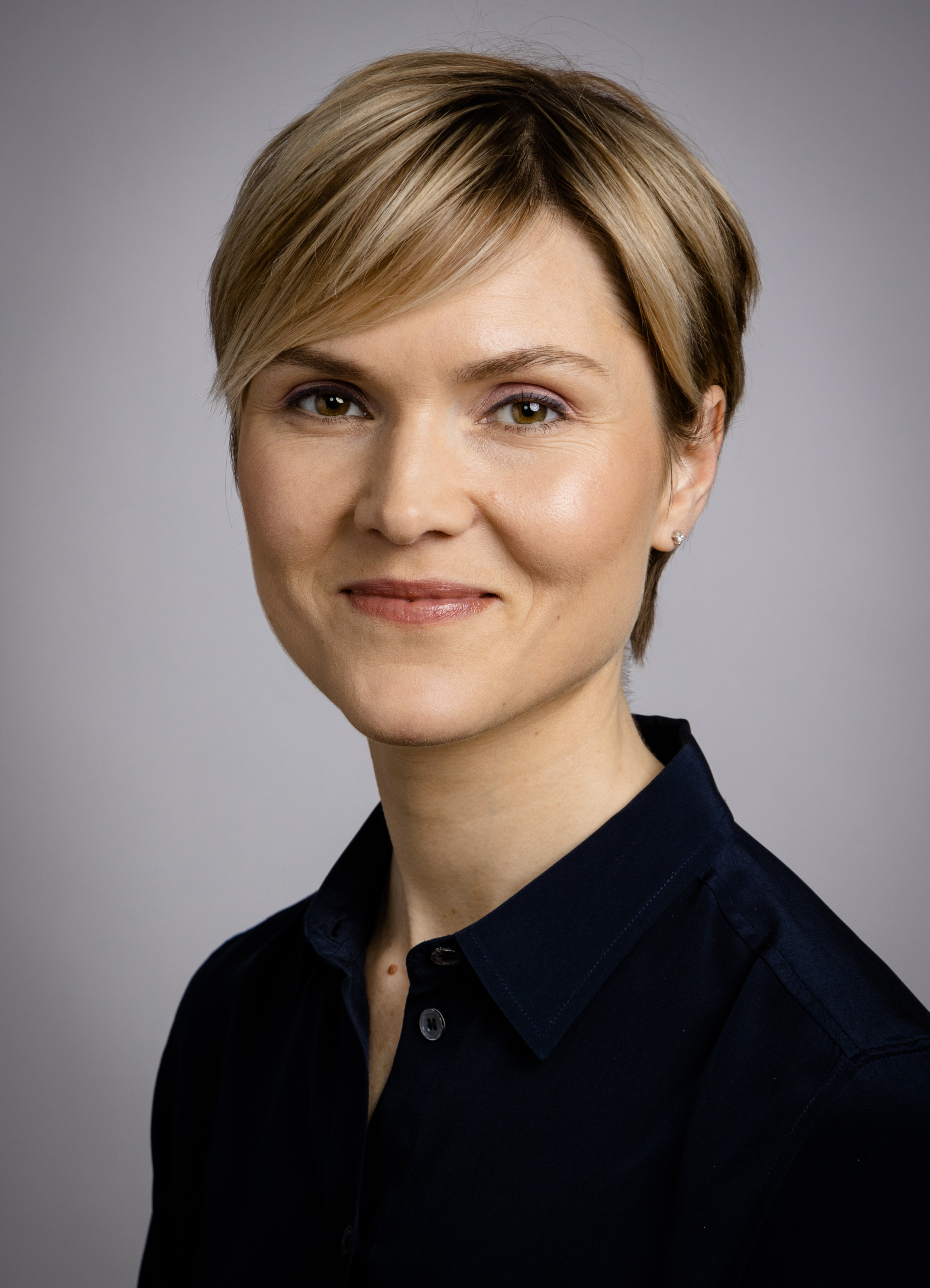
Kristrún Frostadóttir 2024-től miniszterelnök

## Izlandi ügyek minisztere (dán fennhatóság: 1904–1918)
| Miniszterelnök | Miniszterelnök | Miniszterelnök               | Terminus          | Terminus          | Párt                                        |
| Miniszterelnök | Miniszterelnök | Miniszterelnök               | Kezdete           | Vége              | Párt                                        |
| -------------- | -------------- | ---------------------------- | ----------------- | ----------------- | ------------------------------------------- |
| 1              |                | Hannes Hafstein (1861–1922)  | 1904. február 1.  | 1909. március 31. | Hazai Uralom Párt (Heimastjórnarflokkurinn) |
| 2              |                | Björn Jónsson (1846–1912)    | 1909. március 31. | 1911. március 14. | Függetlenség Párt (Sjálfstæðisflokkurinn)   |
| 3              |                | Kristján Jónsson (1852–1926) | 1911. március 14. | 1912. július 24.  | Független                                   |
| (1)            |                | Hannes Hafstein (1861–1922)  | 1912. július 24.  | 1914. július 21.  | Unionista Párt Sambandsflokkurinn           |
| 4              |                | Sigurður Eggerz (1875–1945)  | 1914. július 21.  | 1915. május 4.    | Függetlenség Párt (Sjálfstæðisflokkurinn)   |
| 5              |                | Einar Arnórsson (1880–1955)  | 1915. május 4.    | 1917. január 4.   | Függetlenség Párt (Sjálfstæðisflokkurinn)   |

## Az Izlandi Királyság miniszterelnökei (1918–1944)
| Miniszterelnök | Miniszterelnök | Miniszterelnök                  | Terminus            | Terminus            | Párt                                        |
| Miniszterelnök | Miniszterelnök | Miniszterelnök                  | Kezdete             | Vége                | Párt                                        |
| -------------- | -------------- | ------------------------------- | ------------------- | ------------------- | ------------------------------------------- |
| 1              |                | Jón Magnússon (1859–1926)       | 1917. január 4.     | 1922. március 7.    | Hazai Uralom Párt (Heimastjórnarflokkurinn) |
| 2              |                | Sigurður Eggerz (1875–1945)     | 1922. március 7.    | 1924. március 22.   | Függetlenség Párt (Sjálfstæðisflokkurinn)   |
| 3              |                | Jón Magnússon (1859–1926)       | 1924. március 22.   | 1926. június 23.    | Konzervatív Párt (Íhaldsflokkurinn)         |
| -              |                | Magnús Guðmundsson (1879–1937)  | 1926. június 23.    | 1926. július 8.     | Konzervatív Párt (Íhaldsflokkurinn)         |
| 4              |                | Jón Þorláksson (1877–1935)      | 1926. július 8.     | 1927. augusztus 28. | Konzervatív Párt (Íhaldsflokkurinn)         |
| 5              |                | Tryggvi Þórhallsson (1889–1935) | 1927. augusztus 28. | 1932. június 3.     | Progresszív Párt (Framsóknarflokkurinn)     |
| 6              |                | Ásgeir Ásgeirsson (1894–1972)   | 1932. június 3.     | 1934. július 28.    | Progresszív Párt (Framsóknarflokkurinn)     |
| 7              |                | Hermann Jónasson(1896–1976)     | 1934. július 28.    | 1942. május 16.     | Progresszív Párt (Framsóknarflokkurinn)     |
| 8              |                | Ólafur Thors (1892–1964)        | 1942. május 16.     | 1942. december 16.  | Függetlenség Párt (Sjálfstæðisflokkurinn)   |
| 9              |                | Björn Þórðarson (1879–1963)     | 1942. december 16.  | 1944. október 21.   | Független                                   |

## Az Izlandi Köztársaság miniszterelnökei (1944–napjainkig)
| Miniszterelnök | Miniszterelnök                         | Miniszterelnök                       | Terminus             | Terminus             | Párt                                                        | Államfő                    |
| Miniszterelnök | Miniszterelnök                         | Miniszterelnök                       | Kezdete              | Vége                 | Párt                                                        | Államfő                    |
| -------------- | -------------------------------------- | ------------------------------------ | -------------------- | -------------------- | ----------------------------------------------------------- | -------------------------- |
| 1              |                                        | Ólafur Thors (1892–1964)             | 1944. október 21.    | 1947. február 4.     | Függetlenség Párt (Sjálfstæðisflokkurinn)                   | Sveinn Björnsson 1944–1952 |
| 2              |                                        | Stefán Jóhann Stefánsson (1894–1980) | 1947. február 4.     | 1949. december 6.    | Szociáldemokrata Párt (Alþýðuflokkurinn)                    | Sveinn Björnsson 1944–1952 |
| (1)            |                                        | Ólafur Thors (1892–1964)             | 1949. december 6.    | 1950. március 14.    | Függetlenség Párt (Sjálfstæðisflokkurinn)                   | Sveinn Björnsson 1944–1952 |
| 3              |                                        | Steingrímur Steinþórsson (1893–1966) | 1950. március 14.    | 1953. szeptember 11. | Progresszív Párt (Framsóknarflokkurinn)                     | Sveinn Björnsson 1944–1952 |
| 3              | Ásgeir Ásgeirsson 1952–1968            | Steingrímur Steinþórsson (1893–1966) | 1950. március 14.    | 1953. szeptember 11. | Progresszív Párt (Framsóknarflokkurinn)                     |                            |
| 4              |                                        | Ólafur Thors (1892–1964)             | 1953. szeptember 11. | 1956. július 24.     | Függetlenség Párt (Sjálfstæðisflokkurinn)                   |                            |
| 5              |                                        | Hermann Jónasson (1896–1976)         | 1956. július 24.     | 1958. december 23.   | Progresszív Párt (Framsóknarflokkurinn)                     |                            |
| 6              |                                        | Emil Jónsson (1902–1986)             | 1958. december 23.   | 1959. november 20.   | Szociáldemokrata Párt (Alþýðuflokkurinn)                    |                            |
| (1)            |                                        | Ólafur Thors (1892–1964)             | 1959. november 20.   | 1961. szeptember 8.  | Függetlenség Párt (Sjálfstæðisflokkurinn)                   |                            |
| -              |                                        | Bjarni Benediktsson (1908–1970)      | 1961. szeptember 8.  | 1961. december 31.   | Függetlenség Párt (Sjálfstæðisflokkurinn)                   |                            |
| (1)            |                                        | Ólafur Thors (1892–1964)             | 1961. december 31.   | 1963. november 14.   | Függetlenség Párt (Sjálfstæðisflokkurinn)                   |                            |
| 7              |                                        | Bjarni Benediktsson (1908–1970)      | 1963. november 14.   | 1970. július 10.     | Függetlenség Párt (Sjálfstæðisflokkurinn)                   |                            |
| 7              | Kristján Eldjárn 1968–1980             | Bjarni Benediktsson (1908–1970)      | 1963. november 14.   | 1970. július 10.     | Függetlenség Párt (Sjálfstæðisflokkurinn)                   |                            |
| 8              |                                        | Jóhann Hafstein (1915–1980)          | 1970. július 10.     | 1971. július 14.     | Függetlenség Párt (Sjálfstæðisflokkurinn)                   |                            |
| 9              |                                        | Ólafur Jóhannesson (1913–1984)       | 1971. július 14.     | 1974. augusztus 28.  | Progresszív Párt (Framsóknarflokkurinn)                     |                            |
| 10             |                                        | Geir Hallgrímsson (1925–1990)        | 1974. augusztus 28.  | 1978. szeptember 1.  | Függetlenség Párt (Sjálfstæðisflokkurinn)                   |                            |
| (9)            |                                        | Ólafur Jóhannesson (1913–1984)       | 1978. szeptember 1.  | 1979. október 15.    | Progresszív Párt (Framsóknarflokkurinn)                     |                            |
| 11             |                                        | Benedikt Gröndal (1924-2010)         | 1979. október 15.    | 1980. február 8.     | Szociáldemokrata Párt (Alþýðuflokkurinn)                    |                            |
| 12             |                                        | Gunnar Thoroddsen (1910–1983)        | 1980. február 8.     | 1983. május 26.      | Függetlenség Párt (Sjálfstæðisflokkurinn)                   |                            |
| 12             | Vigdís Finnbogadóttir 1980–1996        | Gunnar Thoroddsen (1910–1983)        | 1980. február 8.     | 1983. május 26.      | Függetlenség Párt (Sjálfstæðisflokkurinn)                   |                            |
| 13             |                                        | Steingrímur Hermannsson (1928–2010)  | 1983. május 26.      | 1987. július 8.      | Progresszív Párt (Framsóknarflokkurinn)                     |                            |
| 14             |                                        | Þorsteinn Pálsson (1947–)            | 1987. július 8.      | 1988. szeptember 28. | Függetlenség Párt (Sjálfstæðisflokkurinn)                   |                            |
| (13)           |                                        | Steingrímur Hermannsson (1928–2010)  | 1988. szeptember 28. | 1991. április 30.    | Progresszív Párt (Framsóknarflokkurinn)                     |                            |
| 15             |                                        | Davíð Oddsson(1948–)                 | 1991. április 30.    | 2004. szeptember 15. | Függetlenség Párt (Sjálfstæðisflokkurinn)                   |                            |
| 15             | Ólafur Ragnar Grímsson 1996–2016       | Davíð Oddsson(1948–)                 | 1991. április 30.    | 2004. szeptember 15. | Függetlenség Párt (Sjálfstæðisflokkurinn)                   |                            |
| 16             |                                        | Halldór Ásgrímsson (1947–2015)       | 2004. szeptember 15. | 2006. június 15.     | Progresszív Párt (Framsóknarflokkurinn)                     |                            |
| 17             |                                        | Geir Haarde (1951–)                  | 2006. június 15.     | 2009. február 1.     | Függetlenség Párt (Sjálfstæðisflokkurinn)                   |                            |
| 18             |                                        | Jóhanna Sigurðardóttir (1942–)       | 2009. február 1.     | 2013. május 23.      | Szociáldemokrata Szövetség (Samfylkingin)                   |                            |
| 19             |                                        | Sigmundur Davíð Gunnlaugsson (1975–) | 2013. május 23.      | 2016. április 7.     | Progresszív Párt (Framsóknarflokkurinn)                     |                            |
| 20             |                                        | Sigurður Ingi Jóhannsson (1962–)     | 2016. április 7.     | 2017. január 11.     | Progresszív Párt (Framsóknarflokkurinn)                     |                            |
| 20             | Guðni Thorlacius Jóhannesson 2016–2024 | Sigurður Ingi Jóhannsson (1962–)     | 2016. április 7.     | 2017. január 11.     | Progresszív Párt (Framsóknarflokkurinn)                     |                            |
| 21             |                                        | Bjarni Benediktsson (1970–)          | 2017. január 11.     | 2017. november 30.   | Függetlenség Párt (Sjálfstæðisflokkurinn)                   |                            |
| 22             |                                        | Katrín Jakobsdóttir (1976–)          | 2017. november 30.   | 2024. április 9.     | Baloldali-Zöld Mozgalom (Vinstrihreyfingin – grænt framboð) |                            |
| (21)           |                                        | Bjarni Benediktsson (1970–)          | 2024. április 9.     | 2024. december 21.   | Függetlenség Párt (Sjálfstæðisflokkurinn)                   |                            |
| 23             |                                        | Kristrún Frostadóttir (1988–)        | 2024. december 21.   | hivatalban           | Szociáldemokrata Szövetség (Samfylkingin)                   | Halla Tómasdóttir 2024–    |